# Nikolaj (Krivenko)
Nikolaj (světským jménem: Alexej Vladimirovič Krivenko; * 1. ledna 1971, Černyševsk) je ruský duchovní Ruské pravoslavné církve a biskup severobajkalský a sosnovo-ozerský.

## Život
Narodil se 1. ledna 1971 v sídle Černyševsk.
Roku 1990 dokončil střední školu č. 78 ve všem rodném sídle. Poté pokračoval ve studiu na fakultě mechaniky a matematiky Novosibirské státní univerzity.
V letech 1998–2000 sloužil v Sanaksarském monastýru. Roku 2000 začal působit v Posolském monastýru Proměnění Páně. Dne 19. června 2000 byl přijat do monastýru jako poslušník.
Dne 21. července 2001 byl biskupem čitským a zabajkalským Jevstafijem (Jevdokimovem) postřižen na monacha a přijal mnišské jméno Nikolaj na počest svatého cara a strastotěrpce Mikuláše II. Dne 23. července byl rukopoložen na hierodiakona a o den později na jeromonacha.
Dne 25. července 2001 byl ustanoven představeným Posolského monastýru.
V červnu 2007 byl jmenován blagočinným Kabanského okruhu.
Roku 2009 dokončil Tomský duchovní seminář.
V prosinci 2009 se stal blagočinným monastýrů ulan-udenské eparchie.
Dne 7. dubna 2010 byl povýšen na igumena.
Roku 2014 dokončil fakultu historie Burjatské státní univerzity.
Dne 5. května 2015 jej Svatý synod zvolil biskupem severobajkalským a sosnovo-ozerským.
Dne 16. května 2015 byl povýšen na archimandritu.
Dne 17. června 2015 byl oficiálně jmenován biskupem a 12. července proběhla v chrámu svatých Petra a Pavla v Petrohradu jeho biskupská chirotonie. Světiteli byli patriarcha moskevský Kirill, metropolita taškentský a uzbekistánský Vikentij (Morar), metropolita petrohradský a ladožský Varsonofij (Sudakov), metropolita minský a zaslavský Pavel (Ponomarjov), metropolita kazaňský a tatarstánský Anastasij (Metkin), metropolita rižský a celého Lotyšska Aleksandrs (Kudrjašovs), metropolita ulan-udenský a burjatský Savvatij (Antonov), metropolita chanty-mansijský a surgutský Pavel (Fokin), arcibiskup alexandrovský a jurjev-polský Jevstafij (Jevdokimov), arcibiskup petěrgofský Amvrosij (Jermakov), arcibiskup južno-sachalinský a kurilský Tichon (Dorovskich), biskup carskoselský Markell (Větrov), biskup solněčnogorský Sergij (Čašin), biskup kronštadtský Nazarij (Lavrynenko), biskup blagověščenský a tyndinský Lukian (Kucenko), biskup kasimovský a sasovský Dionisij (Porubaj), biskup tichvinský a lodějnopolský Mstislav (Djačina), biskup gatčinský a lužský Mitrofan (Osjak) a biskup slavgorodský a kamenský Vsevolod (Ponič).